# براندان دوهرتي
براندان دوهرتي هو سياسي أمريكي، ولد في 14 مارس 1959 في أتلبورو في الولايات المتحدة. نشط حزبياً في الحزب الجمهوري.

## وصلات خارجية
- الموقع الرسمي